# ハーヴィー・ホリスター・バンディ

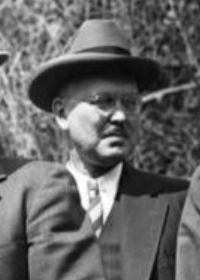
ハーヴィー・ホリスター・バンディ

ハーヴィー・ホリスター・バンディ (Harvey Hollister Bundy, 1888年3月30日 - 1963年10月7日）は、アメリカ合衆国の政治家。ハーバート・フーヴァー政権で国務次官補を務め、第二次世界大戦中は陸軍長官ヘンリー・スティムソンの特別補佐官を務めた。

## 生い立ちと家族
1888年3月30日、バンディはミシガン州グランドラピッズにおいて、マクジョージ・バンディ (McGeorge Bundy, 1855-1911) とメアリー・グッドヒュー・ホリスター (Mary Goodhue Hollister, 1860-1931) の次男として誕生した。
バンディはニューヨーク州タリタウンのハックリースクールで学んだ。バンディはイェール大学へ入学し、スカル・アンド・ボーンズに参加した。バンディは1909年にイェール大学を卒業した。その後バンディはハーバード大学法科大学院へと進学し、1914年に法律の学位を取得した。大学院修了後、バンディは世界各地を周遊した。
1915年4月17日、バンディはキャサリン・ローレンス・パットナム (Katherine Lawrence Putnum, 1890-1983) と結婚した。2人の間には5人の子供が生まれた。

## 国務省時代
1914年、バンディは連邦最高裁判事ウェンデル・ホームズの事務所に入り、社会人生活を開始した。1931年6月10日、バンディはハーバート・フーヴァー大統領で国務次官補に任命された。バンディは1931年7月13日に国務次官補に着任したが、上院休会中の任命であったため、1931年12月17日にあらためて上院の承認を受けた。バンディはフーヴァー大統領の任期満了となる1933年3月4日まで、国務長官ヘンリー・スティムソンの下で国務次官補を務めた。バンディはその後、バンディは財務長官の特別法律補佐官を務めた。

## 第二次世界大戦

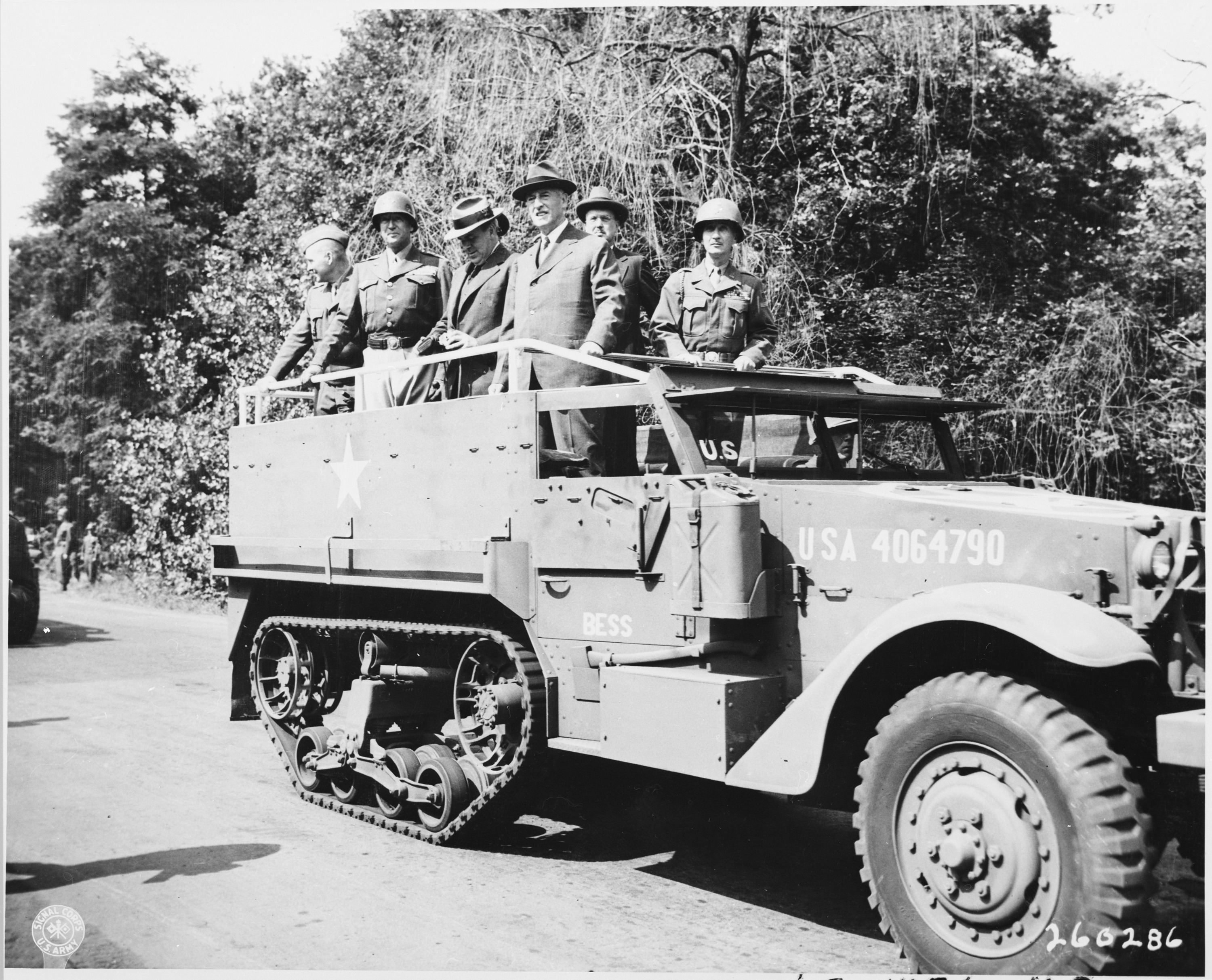
スティムソン陸軍長官（右から3人目）とともにポツダム会談へ向かうバンディ特別補佐官（右から2人目）

バンディは第二次世界大戦中の1941年から1945年まで、陸軍長官ヘンリー・スティムソンの特別補佐官を務めた。バンディはスティムソン陸軍長官とともに世界各地を何度も飛び回った。バンディは陸軍省と科学研究開発局との間で連絡役として動き、原子爆弾を製造したマンハッタン計画に関与した。
1952年、バンディはジョン・フォスター・ダレスからカーネギー国際平和基金の理事職を引き継いだ。バンディはカーネギー国際平和基金の評議会で議長を務めた。

## 晩年
1963年10月7日、バンディはマサチューセッツ州ボストンの自宅で死去した。バンディの遺体はマサチューセッツ州ケンブリッジのマウントオーバーン墓地に埋葬された。